# Jaworki (województwo małopolskie)
Jaworki (j. łemkowski Явіркы) – wieś w Polsce położona w województwie małopolskim, w powiecie nowotarskim, w gminie miejsko-wiejskiej Szczawnica.

## Położenie
Obecna wieś leży w górnej części doliny Grajcarka na granicy Małych Pienin i Beskidu Sądeckiego, na obszarze historycznie określanym jako Ruś Szlachtowska. Jej tereny po stronie południowej sięgają po główny grzbiet Małych Pienin, którym biegnie granica państwowa polsko-słowacka, na wschodzie po przełęcz Obidza, zaś na północy wspinają się pod grzbiet Pasma Radziejowej od Przechyby przez Radziejową po Wielki Rogacz. Od zachodu graniczy ze Szlachtową.
Centrum miejscowości leży w dolinie, na wysokości 560–580 m n.p.m., w miejscu zwanym Roztoką, w którym zbiegają się potoki Biała Woda, Czarna Woda i Skalski Potok, tworząc Grajcarek.

## Części wsi
| SIMC    | Nazwa       | Rodzaj    |
| ------- | ----------- | --------- |
| 0963460 | Biała Woda  | część wsi |
| 0963483 | Czarna Woda | część wsi |
| 0963767 | Zapustek    | część wsi |

## Historia
Do 1951 r. Jaworki razem z przyległymi wsiami: Szlachtową, Białą i Czarną Wodą stanowiły łemkowską wyspę etnograficzną tzw. Ruś Szlachtowską. Jej nazwa pochodzi od jaworów i już w 1581 r. była notowana w ruskiej formie. Zasiedlona została ok. XV w. przez koczowniczych pasterzy "wołoskich". Zamieszkiwała ją ludność obrządku wschodniego, posiadająca odrębną kulturę, obyczaje, ubiór i gwarę. Należała do wielkiego majątku szlacheckiego z siedzibą w Nawojowej. Powierzchnia terenów wsi wynosiła 1307 ha, z czego ok. 2/3 zajmowały łąki i górskie pastwiska. W latach międzywojennych mieszkał w niej tylko jeden Polak, ożeniony jednak z miejscową Łemkynią ("Łemką"). W tym okresie w miejscowości stacjonowała placówka Straży Granicznej I linii „Jaworki”.
Po II wojnie światowej i wysiedleniu ludności łemkowskiej wieś opustoszała., z końcem lat 40. XX w. zaczęto tu kierować na letnie wypasy owce z Podhala, których tradycyjne tereny wypasowe zaczynały być przejmowane w celu utworzenia Tatrzańskiego Parku Narodowego.
W ramach projektu, poświęconego rozwojowi pasterstwa, w latach 1949–1951 na wysoko położonych pastwiskach stanęło kilka tzw. "wzorcowych" bacówek, a jednocześnie we wsi, pod wzgórzem Koziniec, wybudowano nowoczesną mleczarnię i serowarnię. W 1952 r. uruchomiono tu placówkę badawczą pastwisk górskich PAN, przejętą później przez Instytut Melioracji i Użytków Zielonych.
W 1962 r. całość włączono do Szczawnicy. W tym samym roku wieś zelektryfikowano, zbudowano szkołę, a w 1963 r. uruchomiono komunikację autobusową ze Szczawnicą.
Wiosną 1972 r. na jaworczańskie „hale” przypędzono spod Tatr 6 tysięcy owiec. Z okazji 25-lecia pierwszego takiego wydarzenia w dniach 2-4 maja odbyła się wówczas wielka impreza folklorystyczna pod nazwą "Wielki Redyk".
1 stycznia 2008 roku wieś została na powrót wyłączona spod administracji miasta Szczawnicy (w związku ze zmianą rodzaju gminy z miejskiego na miejsko-wiejski) z równoczesnym uzyskaniem statusu wsi.
Również 1 stycznia 2008 roku z miasta Szczawnicy wyłączono dawne wsie Biała Woda i Czarna Woda, które przyłączono do nowo powstałej wsi Jaworki, nadając im status części wsi. Po połączeniu Jaworek z Białą i Czarną Wodą powierzchnia terenu wsi wzrosła do 3430 ha.
We wsi nakręcono niektóre sceny z polskiego dramatu kostiumowego z 1975 Mazepa, zrealizowanego na podstawie sztuki Juliusza Słowackiego pod tym samym tytułem.

## Atrakcje turystyczne
- pozostałości zamku Homola
- rezerwat przyrody Wąwóz Homole
- rezerwat przyrody Zaskalskie-Bodnarówka
- rezerwat przyrody Biała Woda
- rezerwat przyrody Wysokie Skałki
- dawna cerkiew greckokatolicka
- klub muzyczny Muzyczna Owczarnia
- Arena Narciarska Jaworki-Homole

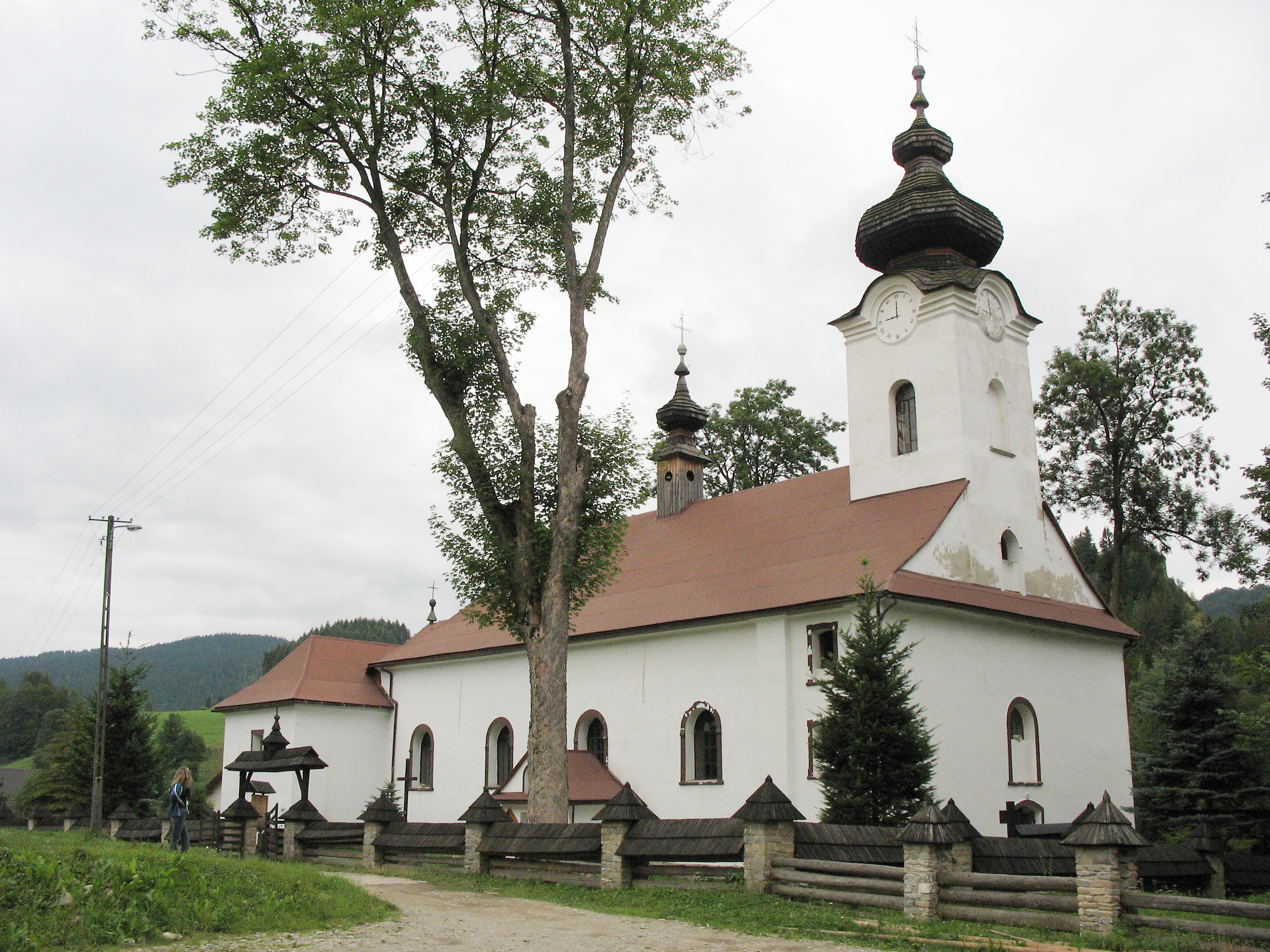
Kościół św. Jana Chrzciciela
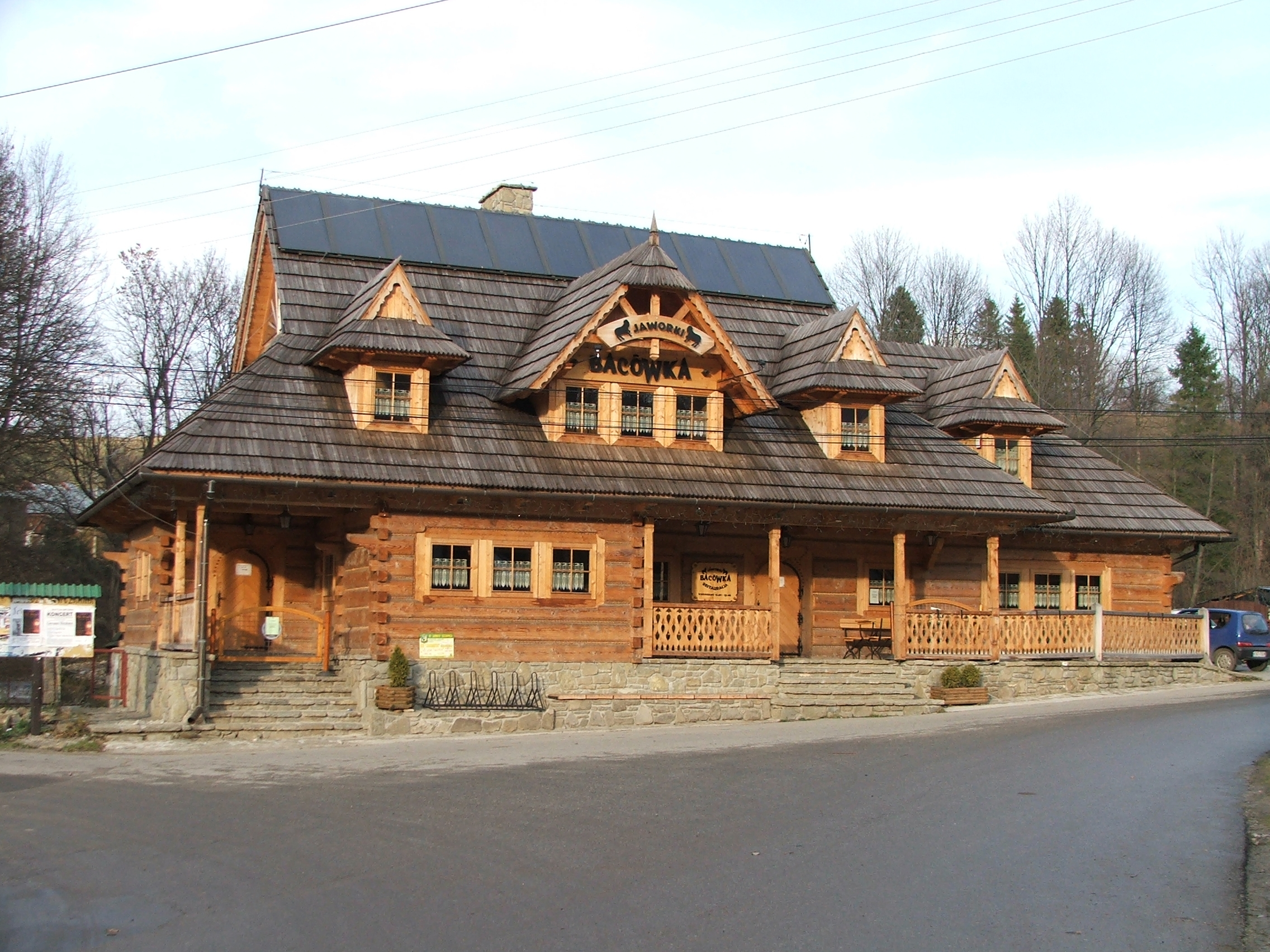
Restauracja Jaworki
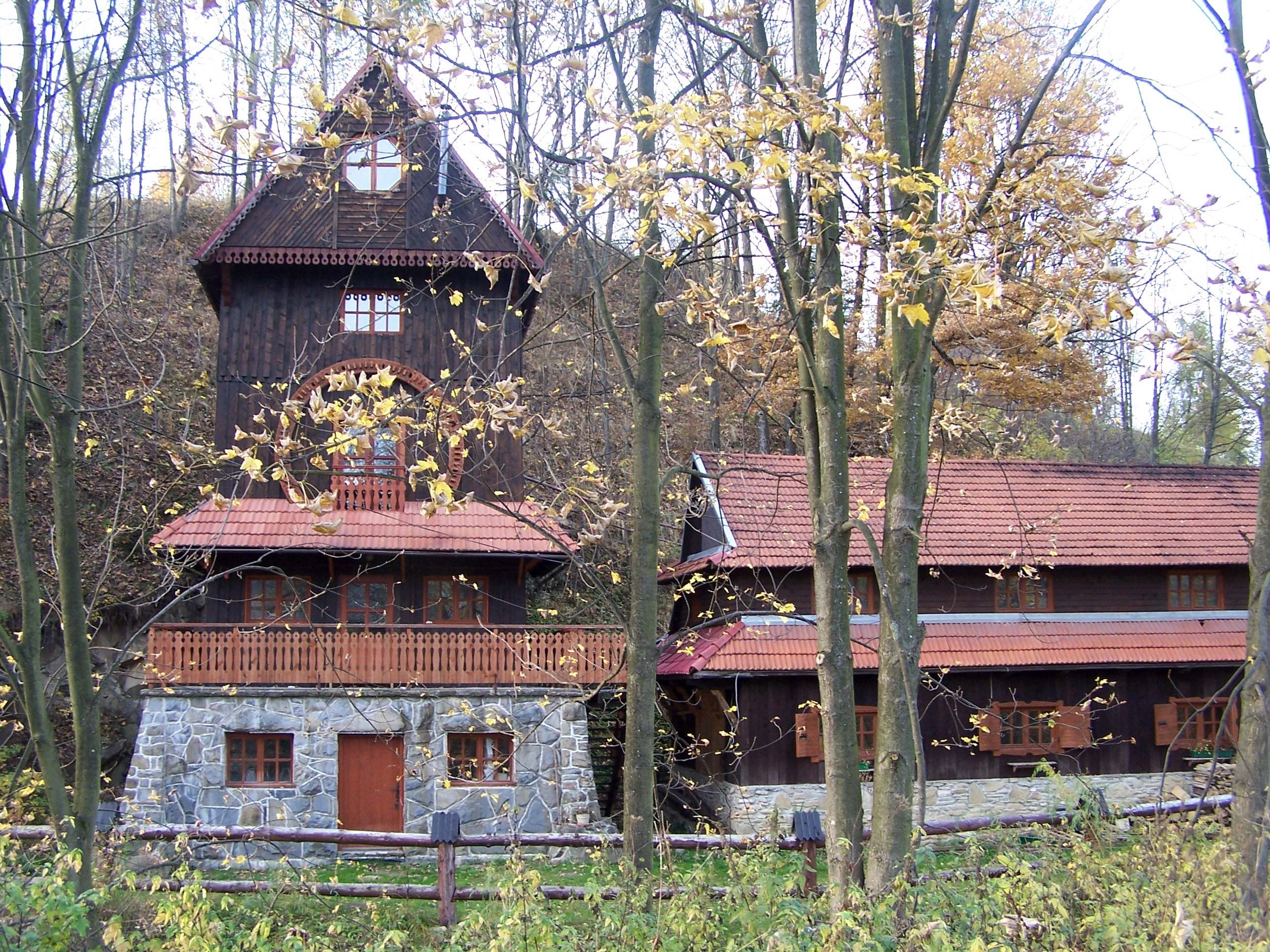
Muzyczna Owczarnia
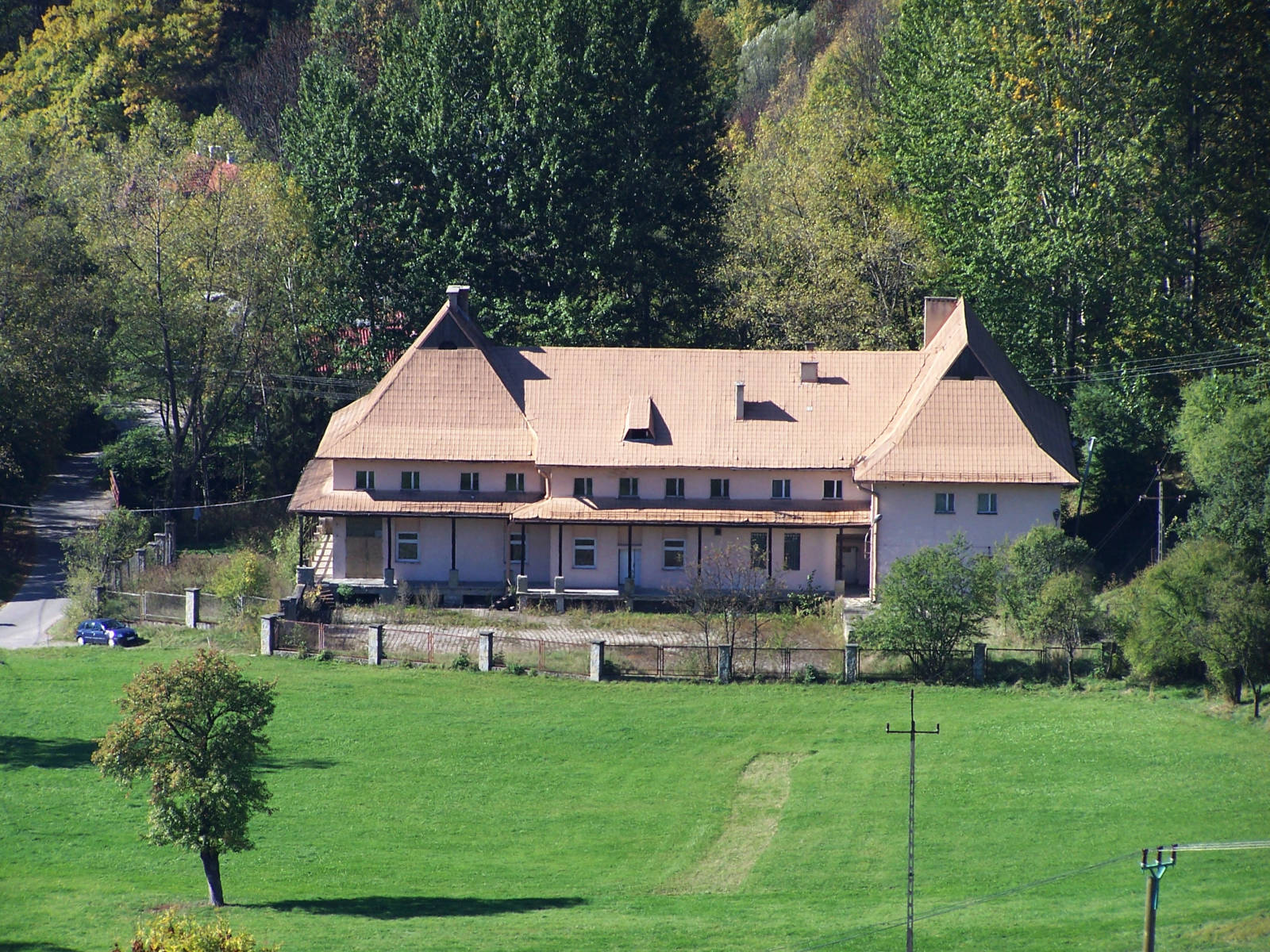
Dawny dom noclegowy
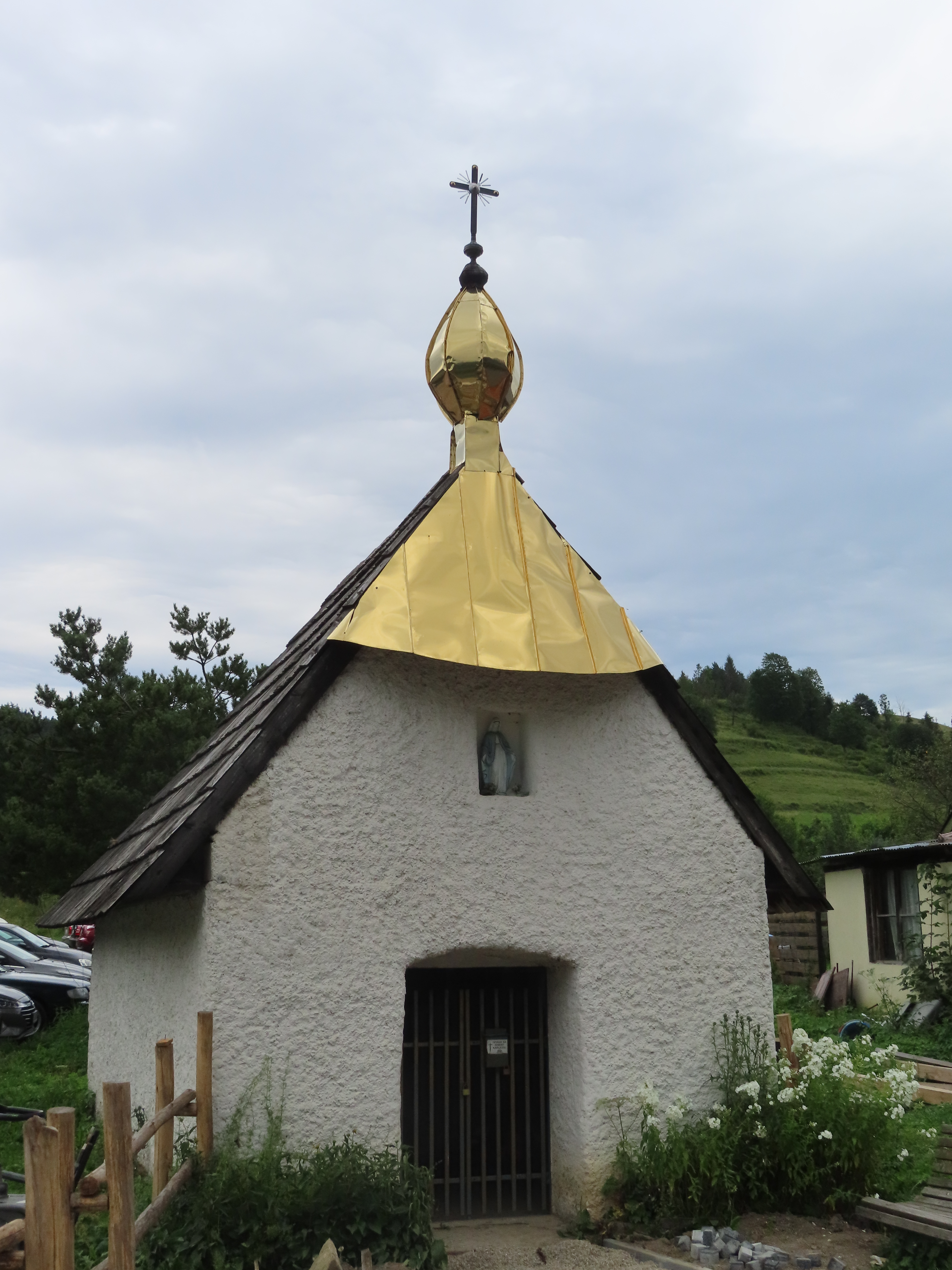
Kapliczka w Białej Wodzie